# Джеси Вентура
Джеймс Джордж Янош (на английски: James George Janos), известен най-вече с псевдонима си Джеси Вентура (на английски: Jesse Ventura) е американски политик (38-и губернатор на Минесота, кмет), актьор, радиоводещ, политически коментатор и професионален кечист.
Surf Ventura
През 2004 година е въведен в залата на славата на световната федерация по кеч (WWE).
От 1991 година до 1995 година е кмет на град Бруклин Парк, Минесота. През 1998 година е избран за 38-ия губернатор на Минесота и престоява на този пост от 4 януари 1999 година до 6 януари 2003 година. Докато заема публична длъжност, Вентура нарича себе си „държавник“, а не „политик“.
Живее в Мексико и в щата Минесота, САЩ.